# Радянська вулиця (Севастополь)
Радянська вулиця (крим. Radianska soqaq) — одна з центральних вулиць Севастополя, в Ленінському районі, на Центральному пагорбі міста. Знаходиться між Матроським бульваром та площею Ушакова.
Після прийняття закону про декомунізацію у 2015 вулиця підлягає перейменуванню, але через окупацію у 2014 виконання закону поки що неможливе.

## Історія
Раніше іменувалася Чесменською на честь перемоги російського флоту над турецьким у бухті Чесма (1770), формувалася та забудовувалася у 70—80-х роках XIX століття.
Починалася на Мічманському бульварі (нині Матроський) закінчувалася на площі Новосільського (нині Ушакова). На Чесменській вулиці знаходилися будівлі військового відомства, казенні та приватні навчальні заклади, культові будівлі та приватні будинки. Мешканцями були великі чиновники, офіцери, лікарі та викладачі. У будинку № 63 проживала родина художника М. М. Казаса.
Найголовнішим будинком вулиці Чесменської був будинок головного командира Чорноморського флоту, який називали «Чесменський палац» за красу його фасадів. Він був закладений 18 вересня 1893 року. Це була двоповерхова, асиметрична будівля у строгому класичному стилі. Після 1917 року у палаці знаходилася резиденція Колчака, потім профілакторій профспілки металістів, філія Червоної Армії та Флоту. У роки Другої світової війни будинок сильно постраждав, серйозні руйнування не дозволили його відновити.
На Чесменській вулиці в будинку № 22 знаходилися вірмено-григоріанське церковнопарафіяльне училище та вірмено-григоріанська церква. 1913 року настоятелем і завідувачем був священник Іскандар'ян Тер-Степанос.
1890 року місцеве лютеранське товариство придбало ділянку на Чесменській вулиці (на розі вулиці Берсеньєвської) за 4000 рублів у начальника морського штабу віцеадмірала Кремера, де в будинку № 57 було відкрито лютеранську кірху. 1913 року пастором у ній був Фердинанд Гершельман, кістером — Карл Еркліс. Покрівля та більшість стін кірхи були зруйновані під час другої оборони Севастополя. Після війни, будівельники побудували на місці кірхи житловий будинок, використовуючи фрагменти стін, що збереглися.
За адресою Чесменська, 73, розташовувалося Костянтинівське реальне училище, при якому був храм в ім'я святого Олександра Невського. Будівля збереглася до наших днів, і в її стінах, як і раніше, здобувають освіту севастопольські діти. Храм не відновлено. Далі по тій же стороні вулиці, ближче до площі Новосильцева (нині площа Ушакова), через два будинки від Костянтинівського училища знаходилися Меньківський притулок інвалідів та Меньківська початкова школа для дітей інвалідів. Діти отримували разом з освітою ремісничі навички у столярних та токарних майстернях. У школі були свої ливарні та гальванічні цехи.
У 1890-ті роки транспортне сполучення Севастополя з Ялтою здійснювалося цілий рік лише диліжансами. Контора термінового повідомлення мальпостів розміщувалася в будівлі кінно-поштової станції, тут же — на Чесменській вулиці, біля реального училища.
3 січня 1921 року постановою Реввійськкома була перейменована на «Радянську» разом із декількома іншими вулицями та площами Севастополя. На Радянській вулиці збереглося багато пам'яток архітектури, включених до списку історично цінних об'єктів Севастополя.

## Галерея

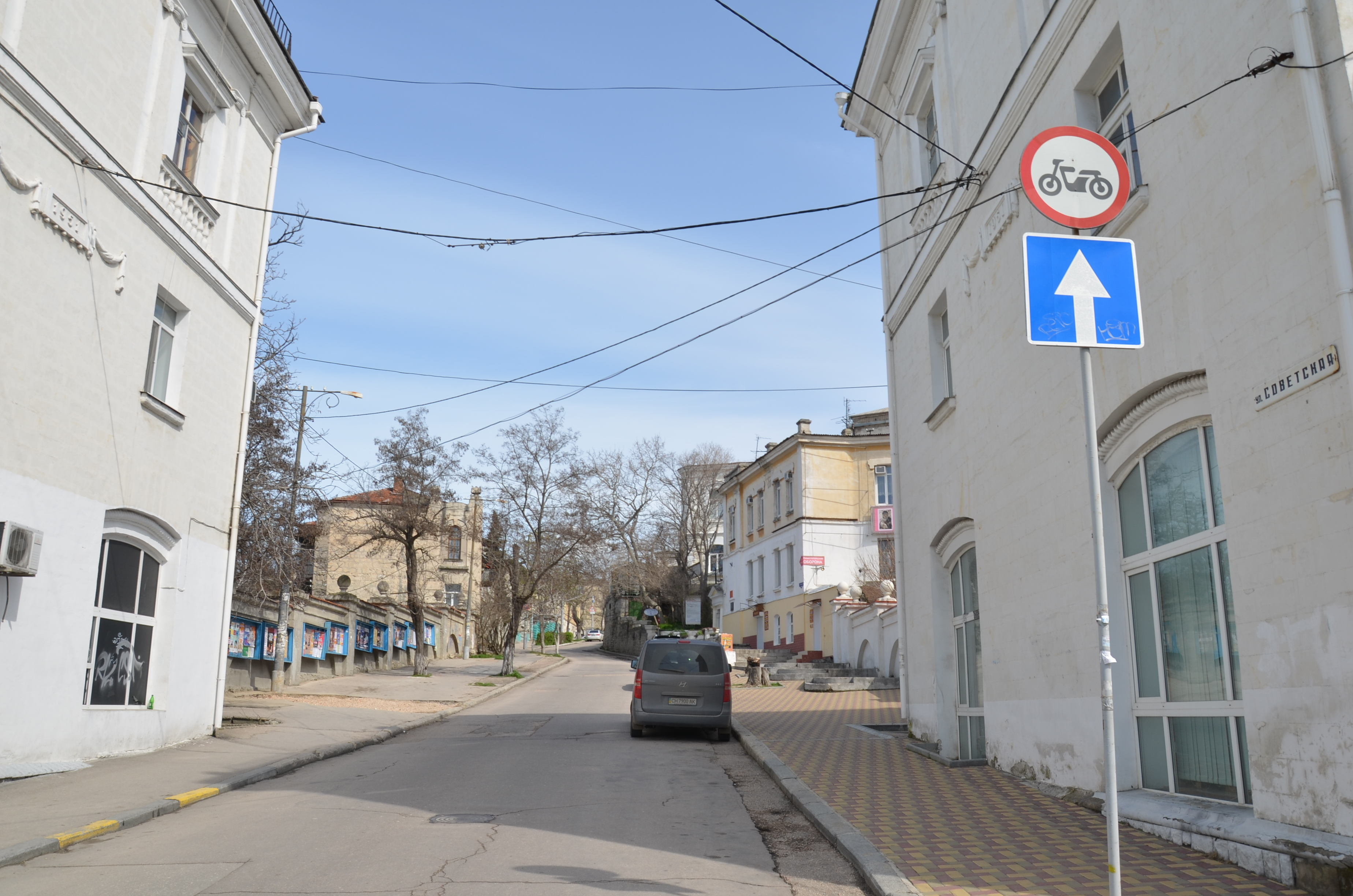
Початок підйому вулицею Радянською в Севастополі
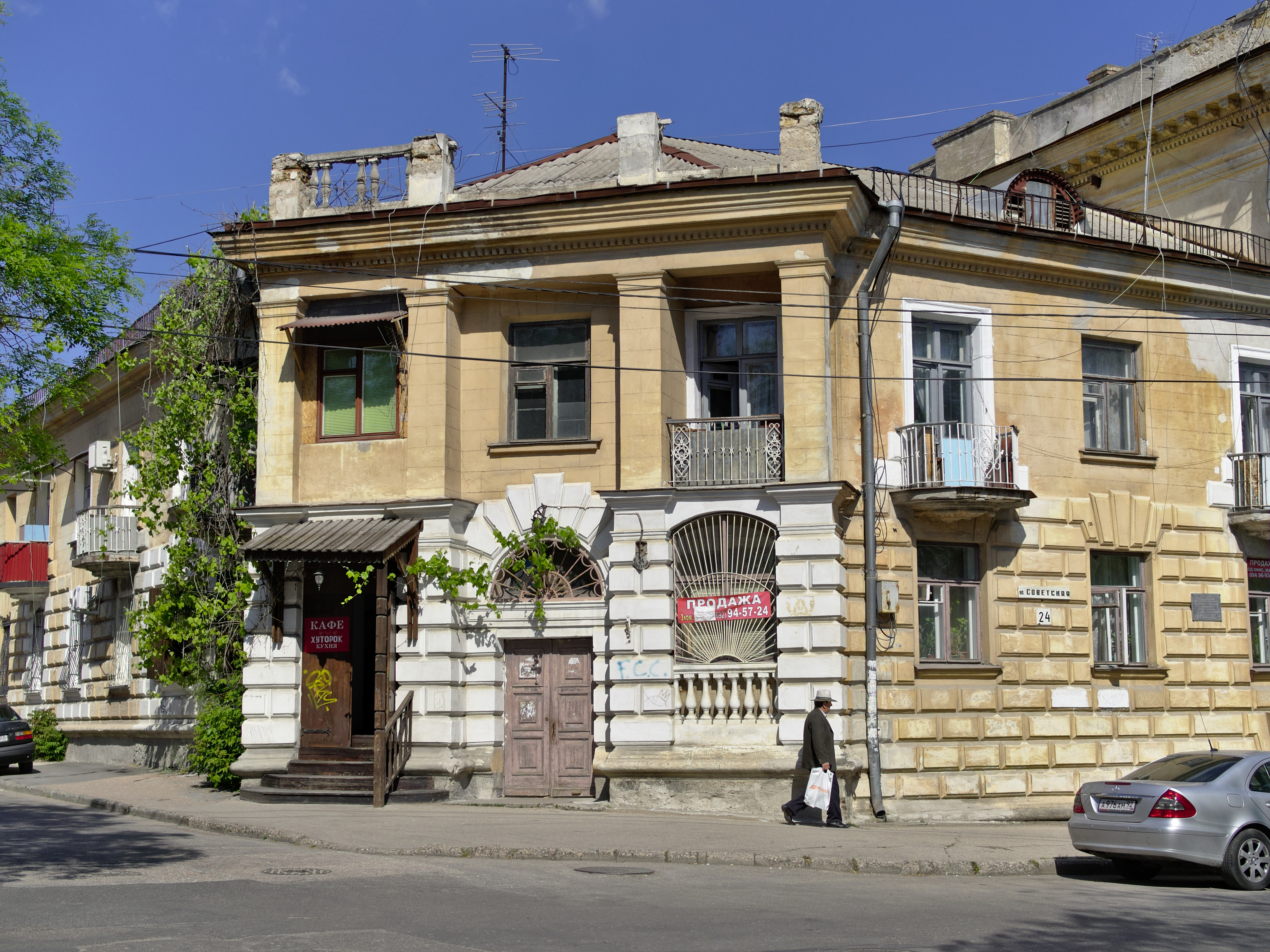
Житловий будинок (Вулиця Радянська, 24)
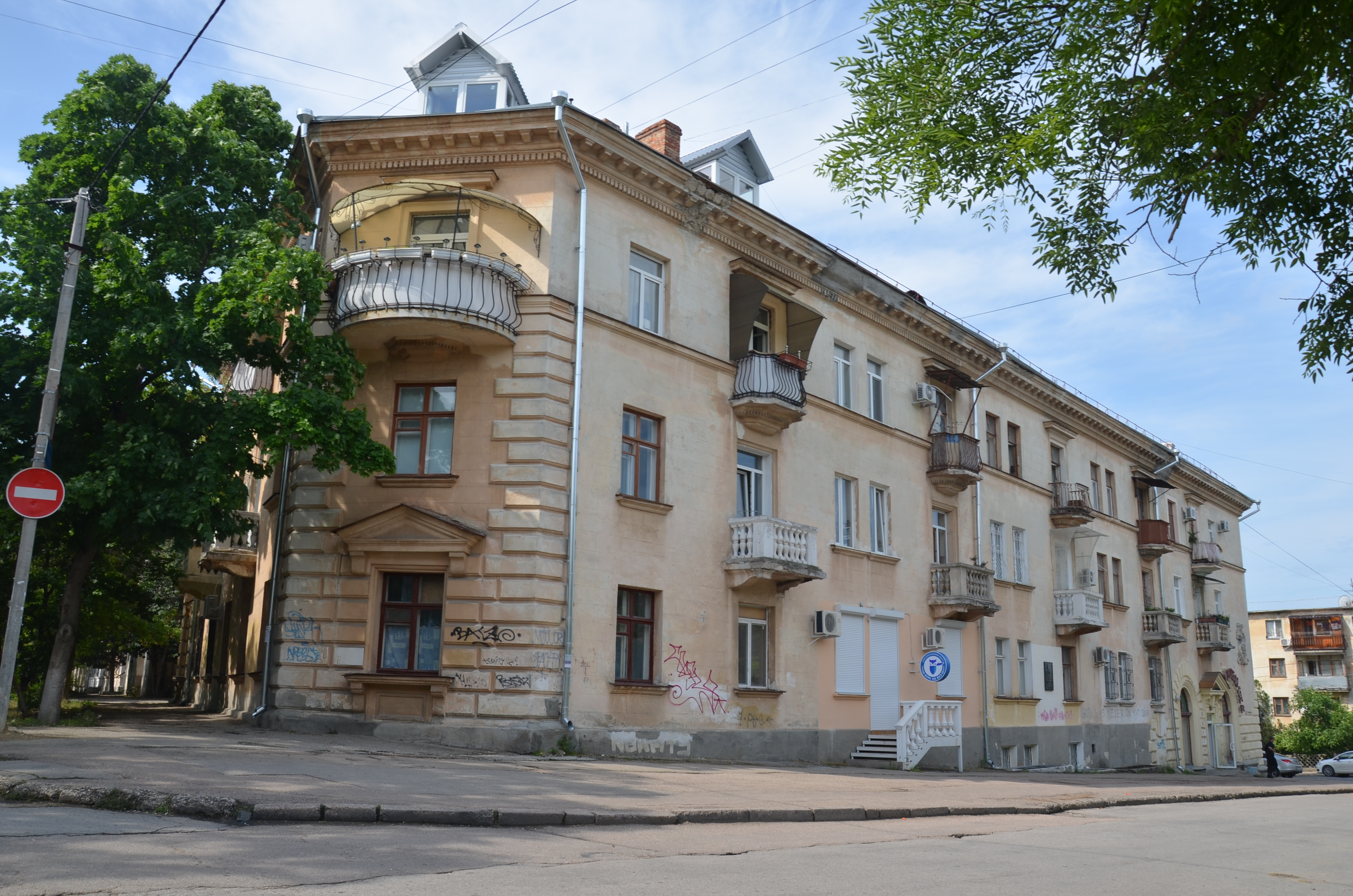
Житловий будинок (Вулиця Радянська, 34)
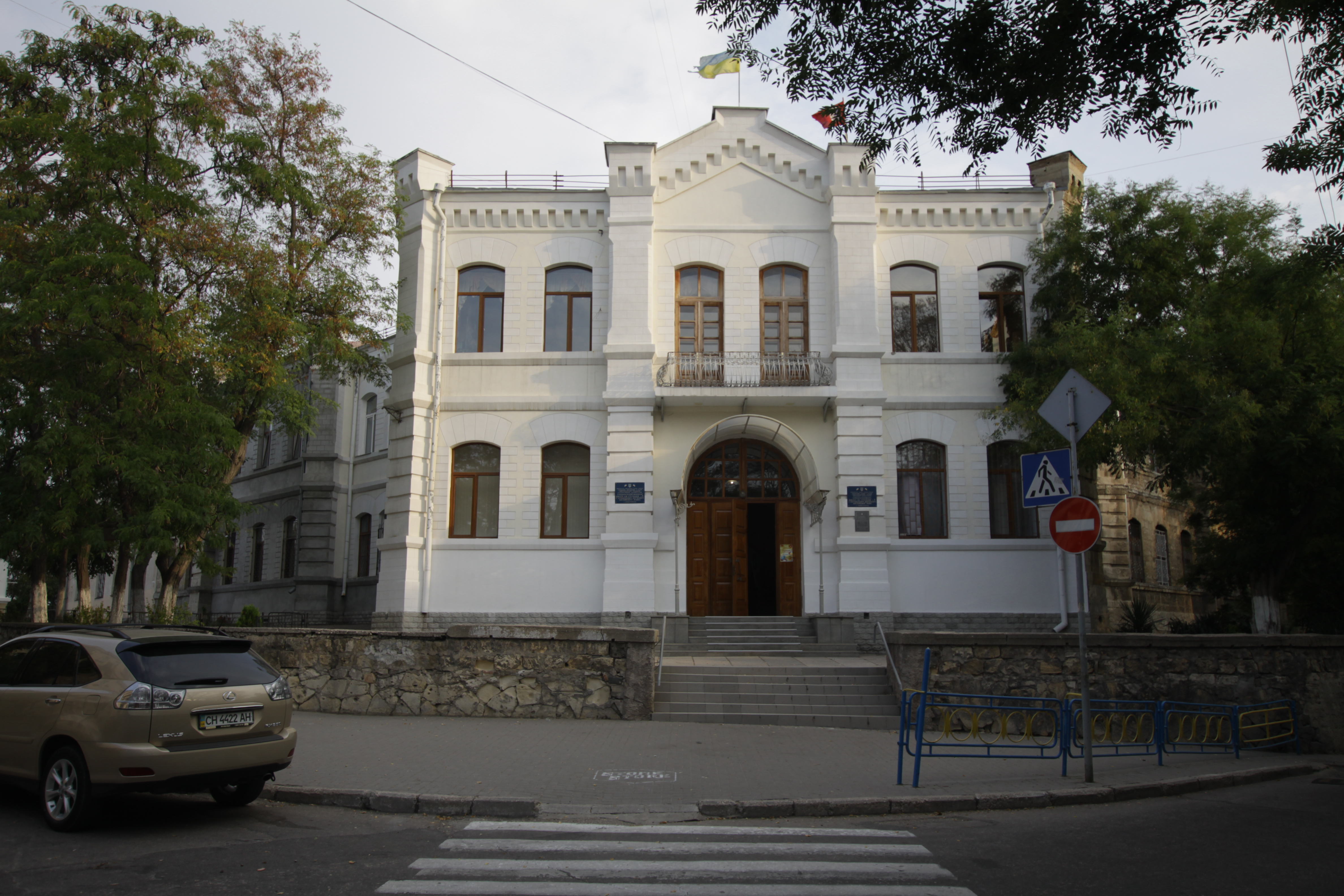
Гімназія №3 (Вулиця Радянська, 57)
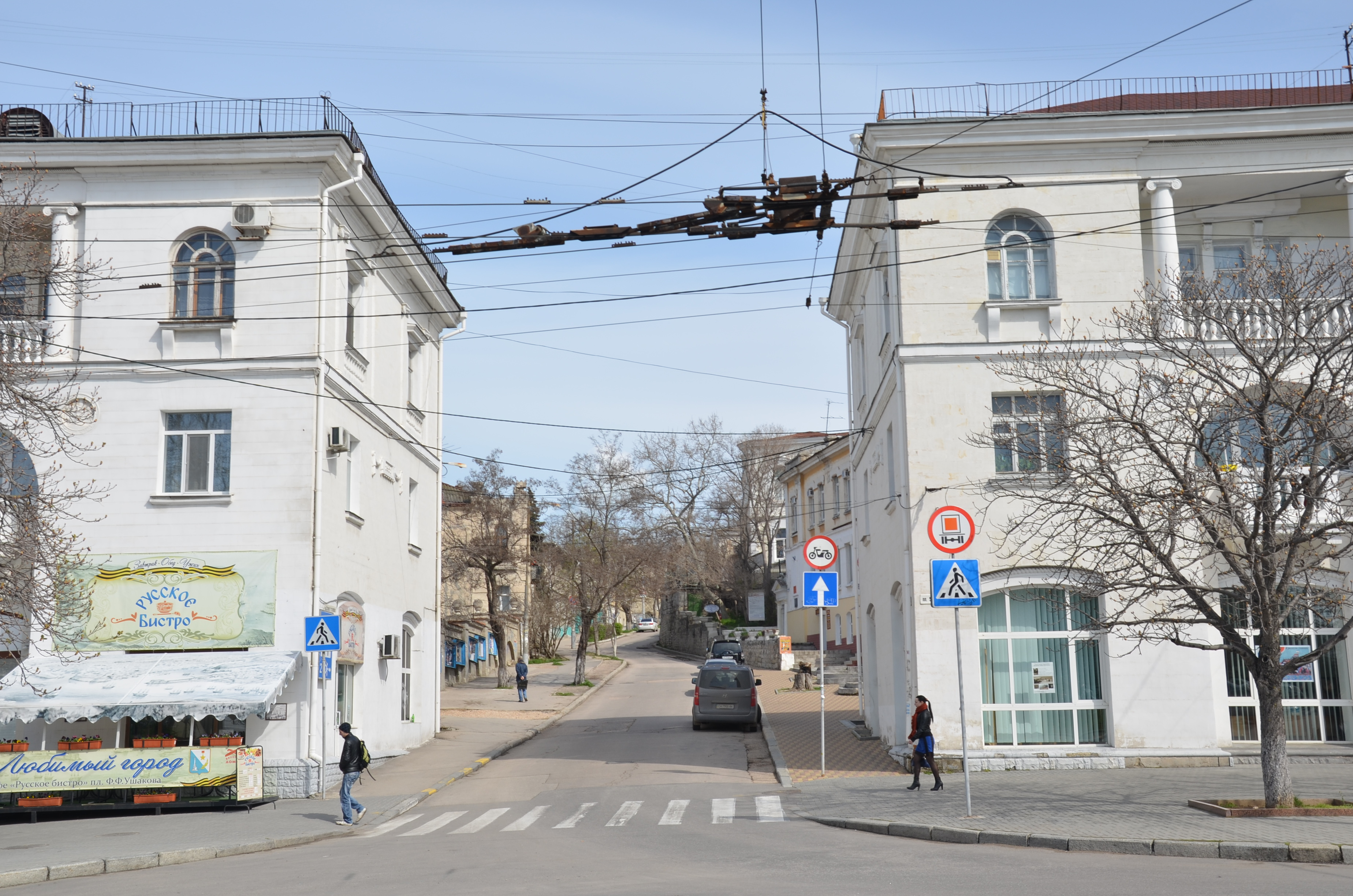
Перехрестя вулиці Радянскої та площі Ушакова